# Herbert C. Brown
 Der er for få eller ingen kildehenvisninger i denne artikel, hvilket er et problem. Du kan hjælpe ved at angive troværdige kilder til de påstande, som fremføres i artiklen.

Herbert Charles Brown (født 22. maj 1912, død 19. december 2004) var en engelsk-født amerikansk kemiker, som sammen med Georg Wittig modtog Nobelprisen i kemi i 1979.
Han modtog Linus Pauling Award i 1968.